# سمير فضلي
سمير فضلي (بالمقدونية: Samir Fazli)‏ هو لاعب كرة قدم شمال مقدوني في مركز الهجوم، ولد في 22 أبريل 1991 في إسكوبية في مقدونيا الشمالية. شارك مع منتخب مقدونيا الشمالية تحت 21 سنة لكرة القدم ومنتخب مقدونيا الشمالية لكرة القدم. أما مع النوادي، فقد لعب مع اف كي مقدونيا ونادي هيرنفين ونادي ويل وهيلموند سبورت.

## وصلات خارجية
- سمير فضلي على موقع قاعدة بيانات كرة القدم.إي يو (الإنجليزية)
- سمير فضلي على موقع ناشيونال فوتبول تيمز (الإنجليزية)
- سمير فضلي على موقع Soccerway.com (الإنجليزية)
- سمير فضلي على موقع عالم كرة القدم.نت (الإنجليزية)